# 2024년 하계 올림픽 아이티 선수단
2024년 하계 올림픽 아이티 선수단은 2024년 7월 26일부터 8월 11일까지 프랑스 파리에서 열린 2024년 하계 올림픽에 참가한 올림픽 아이티 선수단이다.
이번 하계 올림픽은 1900년 첫 대회 이후 아이티의 18번째 하계 올림픽 출전이 된다.

## 출전 선수
| 종목 | 남자 | 여자 | 전체 |
| ---- | ---- | ---- | ---- |
| 복싱 | 1    | 0    | 1    |
| 수영 | 1    | 1    | 2    |
| 유도 | 1    | 0    | 1    |
| 육상 | 1    | 1    | 2    |
| 체조 | 0    | 1    | 1    |
| 전체 | 4    | 3    | 7    |

## 메달 집계
| 종목 | 1 | 2 | 3 | 합계 |
| 종목 | ' | ' | ' | '    |
| 종목 | ' | ' | ' | '    |
| 종목 | ' | ' | ' | '    |
| 합계 | ' | ' | ' | '    |

## 같이 보기
- 2024년 하계 올림픽